# Arxipèlag Alexander

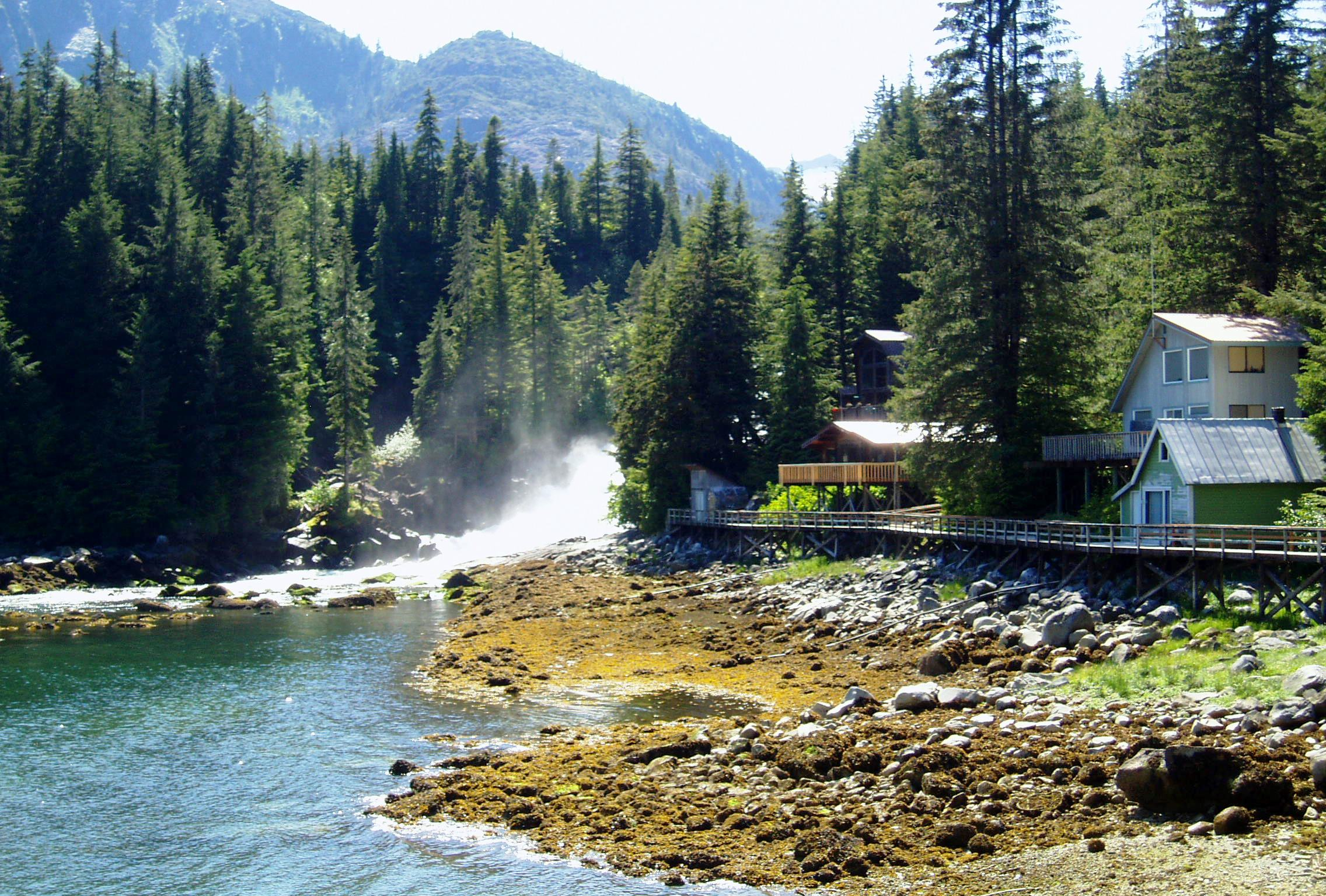
L'illa Baranof durant l'estiu.

L'arxipèlag Alexander (en anglès Alexander Archipelago) és un arxipèlag que s'estén de nord a sud davant la costa occidental d'Alaska, a Nord-amèrica. Està integrat per unes 1.100 illes les quals, en realitat, són els cims de muntanyes submergides de l'oceà Pacífic. El relleu de les illes és abrupte i en el seu conjunt conformen una barrera climàtica entre l'oceà i el continent.

## Geografia

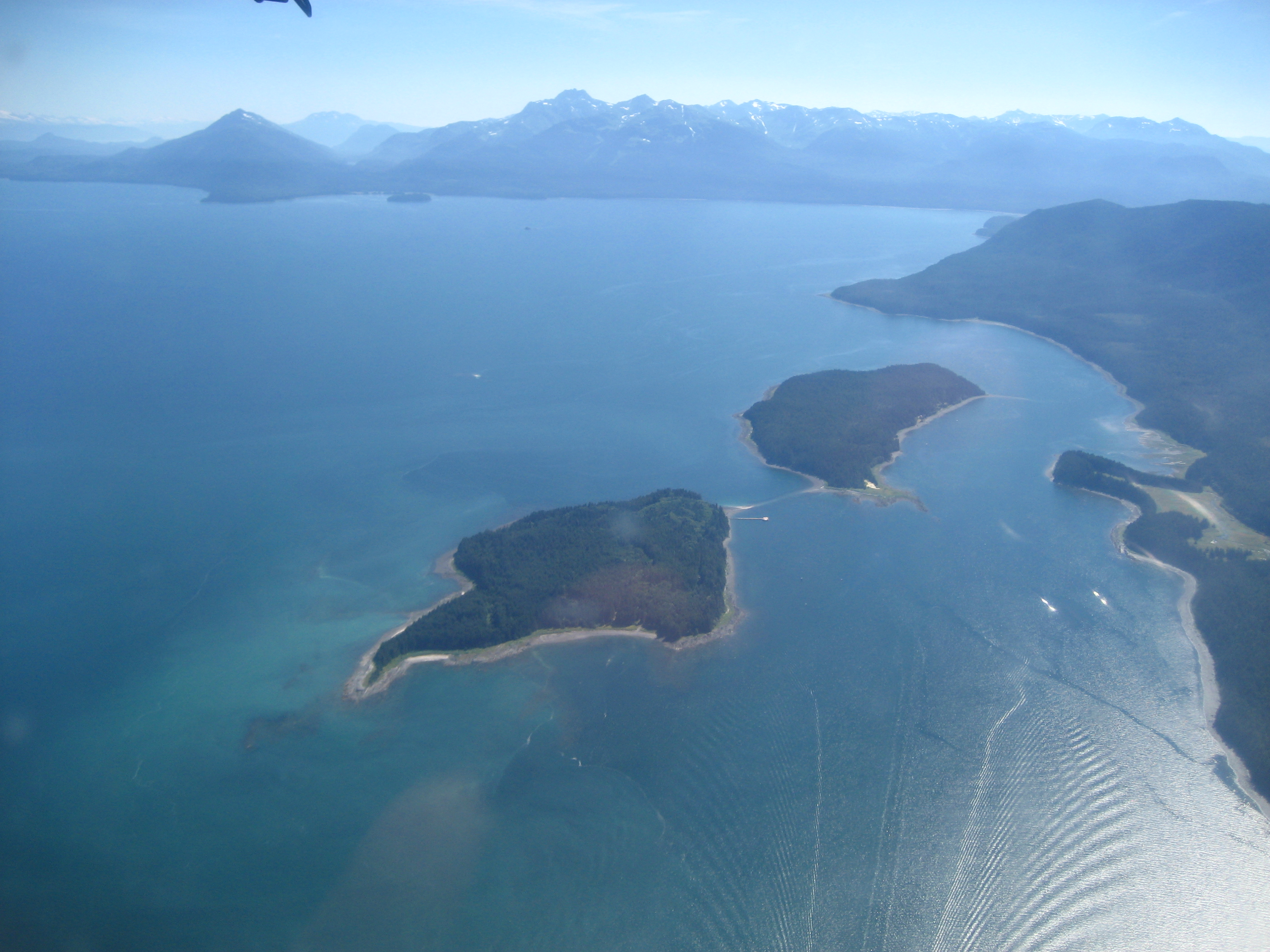
Vista de les illes Admiralty.

Les illes es troben separades del continent i entre elles per estrets i profunds canals i fiords, per algun dels quals discorre la ruta marítima de l'Inside Passage, que busca la protecció de l'oceà obert. És una zona bastant perillosa per a la navegació, tant pel mal temps derivat de les altes latituds com per l'amplitud de les marees.
Les illes s'estenen al sud de la badia de les Glaceres i són de formes molt irregulars, amb costes escarpades, una abundant vida silvestre i molta vegetació, composta per densos boscos plujosos temperats. Les principals illes són:
- Illa del Príncep de Gal·les, amb 6.675 km² i una població aproximada de 6 000 persones;
- Illa de Chichagof, amb 5 305,9 km² i una població el 2000 de 1.342 persones;
- Illa Admiralty, amb 4 264,1 km² i una població de 650 persones;
- Illa de Baranof o illa de Sitka, amb 4.162 km² i una població de 8.532 persones;
- Illa de Kupreanof, amb 2.802 km² i una població de 785 persones;
- Illa de Revillagigedo, amb 2.755 km² i una població de 13 950 persones;
- Illa Kuiu, amb 1.962 km² i una població de 10 persones;
- Illa Etolin, amb 878 km² i una població de 15 persones;
- Illa de Dall, amb 657 km² i una població de 20 persones;
- Illa de Mitkof, amb 546 km² i una població de 3.364 persones;
- Illa de Wrangell, amb 544 km² i una població de 2.401 persones;

Els assentaments més importants són Sitka (amb més de 8.000 habitants el 2000), a l'illa de Baranof, i Ketchikan (8.044 habitants el 2004), a Revillagigedo. La ciutat més important de la regió és Juneau, que es troba al continent, però alguns dels barris de la ciutat es troben a l'illa de Douglas, que forma part de l'arxipèlag. Les principals activitats econòmiques són el turisme, la pesca i la silvicultura.

## Història
Els primers europeus a visitar l'arxipèlag foren comerciants russos a mitjans del segle xviii. Aleksei Txírikov visità la zona el 1741, explorant les costes de les illes Noyes, Baker (a la costa oest de l'Illa del Príncep de Gal·les), així com les de Baranof, Chichagof, Kruzof i Yakobi. El 1774 Joan Perés va veure la costa sud de l'illa de Dall, mentre Juan Francisco de la Bodega y Quadra entrava a la badia Bucareli, a l'illa del Príncep de Gal·les l'any següent. El 1792 Jacinto Caamaño va albirar l'illa de Revillagigedo i les illes Gravina, descobrint l'estret de Clarence. George Vancouver i els seus homes van fer un ampli estudi de l'arxipèlag entre 1793 i 1794, en circumnavegar les illes Revillagigedo i Admiralty, cartografiant la totalitat de l'illa Kuiu, i la costa est de les illes Baranof, Chichagof, Etolin, Wrangell, Zarembo, Mitkof i Kupreanof. En una dècada els russos havien travessat l'estret Peril, que separa les illes Chichagof i Baranof, i en les dècades posteriors continuaren amb les seves descobertes.
A primers del segle xix fou un centre de comerç marítim de pells. El domini sobre les illes passà de Rússia als Estats Units després de la Compra d'Alaska el 1867.
Segons el Dictionary of Alaska Place Names de Donald Orth (p. 64), l'arxipèlag Alexander va rebre el seu nom per part del «U.S. Coast and Geodetic Survey» el 1867 en honor del tsar Alexandre I de Rússia.
En un mapa de l'Amèrica russa de 1860 el grup d'illes és anomenat arxipèlag King George III.
Alguns dels grups ètnics amerindis nadius de l'arxipèlag són els tlingits i els haides. Els Tsimshian, que viuen a l'illa Annette no són originaris de la zona, però hi van emigrar, procedents de la Colúmbia Britànica a finals del segle xix. L'arxipèlag forma part del Bosc Nacional Tongass d'Alaska i és poc habitat.